# Lucky Jim (film 1909)
Lucky Jim è un cortometraggio muto del 1909 diretto da David W. Griffith e sceneggiato da Stanner E.V. Taylor. Il film, interpretato da Marion Leonard, Mack Sennett e Herbert Yost, fu girato a Fort Lee.

## Trama
Jim e Jack sono entrambi innamorati di Gertrude. Lei, tra i due, sceglie Jim e lo sposa, provocando la gelosia di Jack. Quando però Gertrude resta vedova, Jack può finalmente sposare la donna che ama. Ma il tarlo della gelosia continua a roderlo quando pensa al suo rivale morto.

## Produzione
Il film, che fu prodotto dall'American Mutoscope & Biograph, venne girato nel New Jersey, negli studi della Biograph di Fort Lee.

## Distribuzione
Il copyright del film, richiesto dall'American Mutoscope and Biograph Co., fu registrato il 14 aprile 1909 con il numero H125728.
Il film - un cortometraggio della durata di cinque minuti - fu distribuito nelle sale statunitensi il 26 aprile 1909.
Nelle proiezioni, veniva programmato con il sistema dello split reel, accorpato in un'unica bobina con un altro cortometraggio prodotto dalla Biograph da Griffith, Twin Brothers.
Inserito in un'antologia comprendente dodici pellicole di Griffith dal titolo D.W. Griffith, Director, Volume 2, il film è stato distribuito nel 2005 in DVD dalla Grapevine.